# Panamerikanische Spiele 2015/Leichtathletik – 100 m der Frauen
Der 100-Meter-Lauf der Frauen bei den Panamerikanischen Spielen 2015 fand am 21. und 22. Juli im CIBC Pan Am und Parapan Am Athletics Stadium in Toronto statt.
23 Läuferinnen aus 14 Ländern nahmen an den Läufen teil. Die Goldmedaille gewann Sherone Simpson nach 10,95 s, Silber ging an Ángela Tenorio mit 10,99 s und die Bronzemedaille gewann Barbara Pierre mit 11,01 s. Pierre stellte in ihrem Vorlauf mit 10,92 s auch einen neuen Rekord der Panamerikanischen Spiele auf.

## Rekorde
Vor dem Wettbewerb galten folgende Rekorde:
| Weltrekord        | Florence Griffith-Joyner | 10,49 s | U.S Olympic Trials in Indianapolis, USA              | 16. Juli 1988 |
| Rekord der Spiele | Mikele Barber            | 11,02 s | Panamerikanische Spiele in Rio de Janeiro, Brasilien | 24. Juli 2007 |

## Vorläufe
Aus den drei Vorläufen qualifizierten sich die jeweils vier Ersten jedes Laufes – hellblau unterlegt – und zusätzlich die vier Zeitschnellsten – hellgrün unterlegt – für das Halbfinale.

### Lauf 1
21. Juli 2015, 10:30 Uhr

Wind: +3,0 m/s
| Platz | Bahn | Athletin           | Land                | Zeit (s) |
| ----- | ---- | ------------------ | ------------------- | -------- |
| 1     | 2    | Kelly-Ann Baptiste | Trinidad und Tobago | 11,07    |
| 2     | 4    | Ángela Tenorio     | Ecuador             | 11,17    |
| 3     | 3    | Schillonie Calvert | Jamaika             | 11,27    |
| 4     | 7    | Arialis Gandulla   | Kuba                | 11,37    |
| 5     | 8    | Crystal Emmanuel   | Kanada              | 11,41    |
| 6     | 5    | Andrea Purica      | Venezuela           | 11,53    |
| 7     | 6    | Kaina Martinez     | Belize              | 11,69    |

### Lauf 2
21. Juli 2015, 10:39 Uhr

Wind: +1,6 m/s
| Platz | Bahn | Athletin               | Land                     | Zeit (s) |
| ----- | ---- | ---------------------- | ------------------------ | -------- |
| 1     | 4    | Barbara Pierre         | Vereinigte Staaten       | 10,92 PR |
| 2     | 2    | Rosângela Santos       | Brasilien                | 11,08    |
| 3     | 1    | Semoy Hackett          | Trinidad und Tobago      | 11,17 SB |
| 4     | 6    | Tahesia Harrigan-Scott | Britische Jungferninseln | 11,19    |
| 5     | 7    | Isidora Jiménez        | Chile                    | 11,33 NR |
| 6     | 8    | Dulaimi Odelin         | Kuba                     | 11,44 PB |
| 7     | 3    | Sharolyn Josephs       | Costa Rica               | 11,46 PB |
| 8     | 5    | Marecia Pemberton      | St. Kitts und Nevis      | 11,68    |

### Lauf 3
21. Juli 2015, 10:48 Uhr

Wind: +4,0 m/s
| Platz | Bahn | Athletin          | Land                         | Zeit (s) |
| ----- | ---- | ----------------- | ---------------------------- | -------- |
| 1     | 2    | Ana Cláudia Silva | Brasilien                    | 10,96    |
| 2     | 3    | Khamica Bingham   | Kanada                       | 11,00    |
| 3     | 6    | Morolake Akinosun | Vereinigte Staaten           | 11,12    |
| 4     | 4    | LaVerne Jones     | Amerikanische Jungferninseln | 11,14    |
| 5     | 7    | Sherone Simpson   | Jamaika                      | 11,18    |
| 6     | 8    | Marizol Landázuri | Ecuador                      | 11,33    |
| 7     | 1    | Nediam Vargas     | Venezuela                    | 11,43    |
| 8     | 5    | Shenel Crooke     | St. Kitts und Nevis          | 11,43    |

## Halbfinale
Aus den zwei Halbfinalläufen qualifizierten sich die jeweils drei Ersten jedes Laufes – hellblau unterlegt – und zusätzlich die zwei Zeitschnellsten – hellgrün unterlegt – für das Finale.

### Lauf 1
22. Juli 2015, 18:25 Uhr

Wind: +2,5 m/s
| Platz | Bahn | Athletin               | Land                         | Zeit (s) |
| ----- | ---- | ---------------------- | ---------------------------- | -------- |
| 1     | 3    | Kelly-Ann Baptiste     | Trinidad und Tobago          | 11,05    |
| 2     | 6    | Ángela Tenorio         | Ecuador                      | 11,10    |
| 3     | 4    | Ana Cláudia Silva      | Brasilien                    | 11,13    |
| 4     | 7    | Tahesia Harrigan-Scott | Britische Jungferninseln     | 11,18    |
| 5     | 1    | Crystal Emmanuel       | Kanada                       | 11,26    |
| 6     | 2    | Schillonie Calvert     | Jamaika                      | 11,29    |
| 7     | 5    | Morolake Akinosun      | Vereinigte Staaten           | 11,29    |
| 8     | 8    | LaVerne Jones          | Amerikanische Jungferninseln | 11,33    |

### Lauf 2
22. Juli 2015, 18:32 Uhr

Wind: +2,2 m/s
| Platz | Bahn | Athletin          | Land                | Zeit (s) |
| ----- | ---- | ----------------- | ------------------- | -------- |
| 1     | 5    | Barbara Pierre    | Vereinigte Staaten  | 10,96    |
| 2     | 6    | Rosângela Santos  | Brasilien           | 11,01    |
| 3     | 2    | Sherone Simpson   | Jamaika             | 11,02    |
| 4     | 4    | Khamica Bingham   | Kanada              | 11,14    |
| 5     | 3    | Semoy Hackett     | Trinidad und Tobago | 11,16    |
| 6     | 1    | Marizol Landázuri | Ecuador             | 11,34    |
| 7     | 8    | Arialis Gandulla  | Kuba                | 11,36    |
| 8     | 7    | Isidora Jiménez   | Chile               | 11,37    |

## Finale
22. Juli 2015, 20:30 Uhr

Wind: +0,9 m/s
| Platz | Bahn | Athletin           | Land                | Zeit (s) |
| ----- | ---- | ------------------ | ------------------- | -------- |
|       | 8    | Sherone Simpson    | Jamaika             | 10,95 SB |
|       | 5    | Ángela Tenorio     | Ecuador             | 10,99 AR |
|       | 3    | Barbara Pierre     | Vereinigte Staaten  | 11,01    |
| 4     | 4    | Rosângela Santos   | Brasilien           | 11,04    |
| 5     | 6    | Kelly-Ann Baptiste | Trinidad und Tobago | 11,05    |
| 6     | 2    | Khamica Bingham    | Kanada              | 11,13 PB |
| 7     | 7    | Ana Cláudia Silva  | Brasilien           | 11,15    |
| 8     | 1    | Semoy Hackett      | Trinidad und Tobago | 11,16 SB |